# TechnoMage: The Return of Eternity
TechnoMage: The Return of Eternity (in het Duits: TechnoMage: Die Rückkehr der Ewigkeit) is een 3D actie-avontuur en een computer role-playing game ontwikkeld en uitgegeven door het Duitse Sunflowers voor de PC en PlayStation, uitgebracht in Duitsland in november 2000 en in Europa op 29 juni 2001 (in de talen Engels, Frans, Spaans, Italiaans en Nederlands). Het is het eerste spel wat Sunflowers intern ontwikkeld heeft.
Het spel speelt zich af in de fantasiewereld Gothos waarin de speler het als de 20-jarige Melvin moet opnemen tegen het kwaad om de wereld te redden. Naast strijden in gevechten met wapens en magie dient de speler queestes en puzzels op te lossen. In acht werelden (met acht eindbazen) wordt het verhaal van Gothos verteld.

## Personages
Hieronder volgt een overzicht van de personages in Gothos:
| Melvin     | Melvin                       |
| ---------- | ---------------------------- |
| Leeftijd   | 20                           |
| Moeder     | Firna (Dreamer)              |
| Vader      | Godon (Steamer)              |
| Wapens     | zwaard, boog, magie, ...     |
| Woonplaats | Dreamertown, bij zijn moeder |

Melvin, de hoofdpersoon van het verhaal, is een Dreamer (iemand uit Dreamertown) met een interesse voor hoe machines werken (iets wat normaal gesproken bij de Steamers (iemand uit Steamertown) te verwachten is). De Dreamers vertrouwen hem hierdoor niet zo. Ook zijn zijn magische vaardigheden minder ontwikkeld dan bij de andere Dreamers. Zijn oom Rissen helpt hem met het trainen hiervan.
| Talis      | Talis                                  |
| ---------- | -------------------------------------- |
| Leeftijd   | 20                                     |
| Moeder     | Gaida (Steamer)                        |
| Vader      | Arwed (Dreamer), cultureel antropoloog |
| Wapens     | Slingshot, zwaard                      |
| Woonplaats | Canyon, bij haar vader                 |

Talis, ook een hoofdpersoon in het verhaal, groeide op zonder enige buren of bekenden in de Canyon (ver weg van Dreamertown en Steamertown, waar haar ouders vandaan komen - het was namelijk een ongeschreven wet tussen Dreamers en Steamers om niet met elkaar in contact te komen). Haar vader reisde veel en na de dood van haar moeder leerde Talis om zich zelfstandig te redden; zo leerde ze omgaan met een slingshot om zich te verdedigen tegen vijanden. Ook heeft ze, doordat haar vader allerlei legendes en mysterieuze culturen bestudeerde, veel kennis verkregen over de geschiedenis van de Dreamers en Steamers.

## Gothos
Gothos is de fantasiewereld waarin het spel zich afspeelt. Het bestaat uit drie eilanden: een groot eiland in het zuiden en westen waarop de meeste locaties in het spel zich bevinden en twee kleinere eilanden in respectievelijk het noorden en noordoosten. Op het grote eiland bevinden zich de plaatsen Dreamertown, Steamertown, Hive, Fairy Forest, Canyon en The Tower, op het eiland in het noorden bevindt zich de grootste vulkaan van Gothos en op het derde eiland ruïnes.
- Dreamertown: Een plaats in het westen van Gothos waar de Dreamers wonen. De economie bloeit hier door de nabijgelegen oceaan en de vruchtbare gronden. De meeste dagelijkse activiteiten van de Dreamers worden automatisch uitgevoerd met magie, zoals het land bewerken, het bouwen van huizen of het produceren van voedsel. De Dreamers proberen zo veel mogelijk het contact met Steamers uit het nabijgelegen Steamertown te vermijden, ook al zijn ze geen vijanden van elkaar.
- Steamertown: Een plaats in een hevig beboste vallei ten oosten van Dreamertown en de woonplaats van de Steamers. De stad bestaat uit vele machines, daken van metaal en functionele bestrating en huizen. In de stad zijn vele dingen te vinden, zoals een mijn voor ijzererts, een restaurant, een begraafplaats en een centrale die zorgt voor elektriciteit, water en vele andere dingen. Ook de Steamers proberen zo veel mogelijk het contact met de buren, de Dreamers, te vermijden.
- Hive: Een ondergronds complex van grotten en catacombes ten zuidoosten van Dreamertown en ten zuidwesten van Steamertown. In de grotten leven aparte planten, zoals schimmels en lichtgevend mos. Deze grotten leiden naar de ondergrondse catacombes van een zeer oude beschaving waar schatten en aangetaste kostbare boeken te vinden zijn.
- Fairy Forest: Een bos ten zuiden van Steamertown dat in tweeën wordt verdeeld door de rivier Baharan. Deze rivier voorziet het gebied ook van water. Naast Fairies wonen er vele wezens in het bos, zoals Trolls, Druids, Jester, Goblins en Mantis. Het bos wordt geregeerd door de Fairy Queen die geadviseerd wordt door de Mistresses of the Seasons. Alle inwoners hebben dezelfde rechten en plichten; dit heeft gezorgd voor een harmonieuze vrede in het bos. Echter, de Goblins willen nog wel voor problemen zorgen door naar gebieden van andere wezens te trekken.
- Canyon: De Canyon is een gevaarlijk onherbergzaam terrein bestaande uit stenen, ravijnen en grotten in het zuidoosten van Gothos. Een uitgestorven beschaving schijnt hier een mijnenstelsel gebouwd te hebben in de grotten met allerlei machines, zoals een machine om tunnels te graven. De Shach hebben een expeditie opgezet om een van die machines uit de grotten te halen.
- Tower: De Tower is een mysterieus gebouw met legendarische bibliotheken dat voor veel mythes en legendes heeft gezorgd. Volgens de Dreamers beschermen allerlei symbolen de inwoners tegen aanvallers. De Steamers vertellen elkaar dat de inwoners beschermd worden door allerlei vernuftige machines en knap ontworpen valkuilen. Er wordt ook gespeculeerd over de precieze locatie van het gebouw. Enkele Shach schijnen dicht bij het gebouw te zijn geweest maar zij werden tegengehouden door monsters.
- Volcano: De grootste vulkaan van Gothos op een eiland in het noordoosten van Gothos. Deze is inactief en de Shach hebben hier hun hoofdkwartier opgezet. Op plaatsen waar voorheen magma stroomde, liggen nu de vele schatten van reizen en expedities van de Shach.
- Ruins: Hier dient Melvin af te rekenen met het kwaad om de wereld te redden. Het is de laatste van de acht werelden die de speler moet doorlopen om Technomage te worden.

## Vijanden
Hieronder volgt een overzicht van de vijanden in Gothos. Met meest effectieve wapen en meest effectieve spreuk (spell) worden respectievelijk het wapen en de magische spreuk bedoeld die het meest effectief zijn om de vijand te bestrijden.
| Vijanden in Gothos | Vijanden in Gothos | Vijanden in Gothos | Vijanden in Gothos        | Vijanden in Gothos      |
| Naam               | Levenspunten (HP)  | Schade             | Meeste effectieve wapen   | Meest effectieve spreuk |
| ------------------ | ------------------ | ------------------ | ------------------------- | ----------------------- |
| The Abbot          | 48 - 80            | 2 - 16             | War Mace                  | Lightning               |
| Ape                | 104 - 140          | 18 - 30            | Sword                     | Meteor Storm            |
| Archer             | 40 - 75            | 4 - 8              | Mace                      | Ice Claw                |
| Cassandra          | 65                 | 14 - 24            | Sword                     | Viper's Vortex          |
| Circlar            | 25 - 35            | 3 - 11             | Mace                      | Fireball                |
| Darkling           | 55 - 75            | 7 - 15             | Sword                     | Viper's Vortex          |
| The Reaper         | 512 - 644          | 25 - 70            | Battle Axe                | Earthquake              |
| Gorgor             | 70 - 110           | 9 - 21             | Mace                      | Ice Claw                |
| Hulax              | 24 - 40            | 4 - 8              | Sword                     | Fireball                |
| Lizard Bomber      | 46 - 76            | 4 - 12             | Bow                       | Ice Claw                |
| Molluscs           | 50 - 90            | 16 - 34            | Sword                     | Viper's Vortex          |
| Old Drone          | 30 - 85            | 20 - 26            | War Mace                  | Lightning               |
| Spore Splitter     | 20 - 28            | 2 - 12             | Mace                      | Fireball                |
| Rapid              | 168 - 224          | 10 - 22            | Sword                     | Lightning               |
| Sandworm           | 50 - 70            | 12                 | War Mace                  | -                       |
| Shothet            | 15 - 40            | 3                  | Sword                     | Fireball                |
| Skeleton           | 96 - 144           | 20 - 44            | Alle conventionele wapens | -                       |
| Skull Ghost        | 20 - 38            | 7 - 16             | Sword                     | Ice Claw                |
| Snowman            | 108 - 164          | 20 - 45            | War Mace                  | Fireball                |
| Stone Pile         | 25 - 45            | 4 - 8              | Sword                     | -                       |
| Voodoo Warrior     | 150 - 205          | 19 - 39            | Battle Axe                | Lightning               |